# Tetragnatha granti
Tetragnatha granti este o specie de păianjeni din genul Tetragnatha, familia Tetragnathidae, descrisă de Pocock, 1903.
Este endemică în Socotra. Conform Catalogue of Life specia Tetragnatha granti nu are subspecii cunoscute.